# You know me better
"You Know Me Better" is een nummer geschreven door Róisín Murphy en Andy Cato voor Murphy's tweede soloalbum Overpowered. Het nummer was ook geproduceerd door Cato en Murphy. Het was de derde single release van Murphy's tweede album. Artiesten die zorgden voor remixes zijn Andy Cato, Samim, Guy Williams, Trevor Lovey, Toddla T en Nightmoves.

## Cover
De foto voor de cover van de single werd genomen door Scott King en Jonathan De Villiers. De kleding op de cover is een ontwerp van Givenchy.

## Tracklists
Cd 1
| Nr. | Titel                             | Lengte |
| --- | --------------------------------- | ------ |
| 1.  | "You Know Me Better" (Radio Edit) | 3:42   |
| 2.  | "Keep It Loose"                   | 3:34   |

Cd 2
| Nr. | Titel                                     | Lengte |
| --- | ----------------------------------------- | ------ |
| 1.  | "You Know Me Better" (Album Version)      | 4:17   |
| 2.  | "Pandora"                                 | 3:56   |
| 3.  | "You Know Me Better" (Guy Williams Vocal) | 7:07   |
| 4.  | "You Know Me Better" (Toddla T Mix)       | 3:07   |

7" Picture Disc
| Nr. | Titel                             | Lengte |
| --- | --------------------------------- | ------ |
| A1. | "You Know Me Better" (Radio Edit) | 3:42   |
| B1. | "Pandora"                         | 3:56   |

12" Double Pack
| Nr. | Titel                                      | Lengte |
| --- | ------------------------------------------ | ------ |
| A1. | "You Know Me Better" (Album Version)       | 4:17   |
| A2. | "You Know Me Better" (Trevor Loveys Vocal) | 7:02   |
| B1. | "You Know Me Better" (Guy Williams Vocal)  | 7:07   |
| B2. | "You Know Me Better" (Samim Remix)         | 6:20   |

| Nr. | Titel                                    | Lengte |
| --- | ---------------------------------------- | ------ |
| A1. | "You Know Me Better" (Instrumental)      | 4:17   |
| A2. | "You Know Me Better" (Nightmoves Mix)    | 8:48   |
| B1. | "You Know Me Better" (Trevor Loveys Dub) | 5:16   |
| B2. | "You Know Me Better" (Guy Williams Dub)  | 6:22   |

## Hitlijsten
| Land                | Hoogste positie |
| ------------------- | --------------- |
| Bulgarije           | 18              |
| Kroatië             | 5               |
| Polen               | 39              |
| Verenigd Koninkrijk | 47              |